# Silas Holst
Silas Victor Holst (født 20. februar 1983) er en dansk skuespiller, danser og sanger. Han har vundet Vild med dans tre gange med Sophie Fjellvang-Sølling i 2011, Sara Maria Franch-Mærkedahl i 2014 og Jakob Fauerby i 2019.

## Karriere
Efter at have danset størstedelen af sit liv vandt han i 2004 danmarksmesterskabet i latinamerikansk dans for professionelle. Han blev uddannet danselærer i 2005.
Silas Holst har haft danseroller ved mange danske teatre bl.a. Det Ny Teater, Fredericia Teater og Nørrebro Teater samt i Cirkusrevyen (2006, 2007).
Ved Dansk Melodi Grand Prix 2010 sang han sammen med Kat sangen "Come Come Run Away", der kvalificerede sig til semifinalen.
Silas Holst spillede Kenickie i Grease i Tivolis Koncertsal i 2012. Han spillede Danny Zuko i Grease i 2014 samme sted.
Han modtog Teaterflisen i 2017.
I 2018 spillede Silas Holst den ene af hovedrollerne, Ældste Kevin Price, i den danske produktion af Trey Parker og Matt Stones musical The Book of Mormon på Det Ny Teater.
I 2020 deltog Silas Holst, som dansekaptajn og dommer, i underholdningsprogrammet Den Vildeste Danser på TV2. Hans solist Olivia vandt programmet og fik dermed 100.000 kroner og titlen som Den Vildeste Danser.

### Vild med dans
I 2008 medvirkede han for første gang i programmet Vild med dans, hvor han dansede sammen med sangerinden Szhirley.
Holst fortsatte i programmet, og i året 2009 deltog han i sæson 6 dansede han i Vild med dans sammen med Malena Belafonte. I 2010 dansede han med skuespillerinden Laura Drasbæk. 
Han dansede med skiløberen Sophie Fjellvang-Sølling i 2011, hvor han og Fjellvang-Sølling også vandt. I 2012 dansede han med skuespiller Louise Mieritz. I 2013 holdt han en pause fra programmet, men vendte tilbage som partner til vejrvært Sara Maria Franch-Mærkedahl i 2014, som han vandt med. 
I 2019 deltager han i sæson 16, hvor han skal danse med Jakob Fauerby. Parret vandt sæsonen.
Silas Holst deltog i 2020 i sæson 17 af Vild med dans. Han dansede med skuespilleren Nukâka Coster-Waldau. Parret indtog tredjepladsen i konkurrencen.
I 2021 deltog han i sæson 18 af Vild med dans sammen med tv-værten Lise Rønne, hvor parret kom på andenpladsen.

## Privat
Han har tidligere dannet par med skuespilleren Thure Lindhardt.
Han har været gift med skuespiller Johannes Nymark (skilt i 2017) med hvem han har datteren Maggie My (f. 20. september 2014) og sønnen Bob Jones (f. 7. januar 2017).
Holst danner nu par med Nicolai Schwartz, der er tidligere Paradise Hotel-deltager og også har været med i Singleliv.

## Filmografi
- Dronningens corgi (2019)